# 독수리상어과
독수리상어과(Aquilolamnidae)는 악상어목에 독수리상어속으로 이뤄진 상어의 아과 중에 하나이다. 독수리상어과에서 알려진 종은 독수리상어만이 유일한 종이다. 독수리상어과에 속하는 상어들은 대부분이 중생대의 백악기에 서식했을 것으로 추정된다.

## 하위 분류
- 독수리상어속(Aquilolamna)
  - 독수리상어 (Aquilolamna milarcae)